# Володарск (Речицкий район)
Волода́рск (бел. Валадарск; до 15 февраля 1935 — Говеновичи) — деревня в Глыбовском сельсовете Речицкого района Гомельской области Беларуси.
Около деревни расположено месторождение глины.

## География

### Расположение
В 21 км на северо-запад от районного центра и железнодорожной станции Речица (на линии Гомель — Калинковичи), 71 км от Гомеля.

## Транспортная сеть
Транспортные связи по просёлочной, затем автомобильной дороге Светлогорск — Речица. Планировка состоит из 2 прямолинейных, параллельных между собой улиц широтной ориентации, на востоке соединённых переулком, а на западе к ним присоединяется меридиональная улица. Застройка двусторонняя, неплотная, деревянная, усадебного типа.

## История
Обнаруженные археологами городища VII—III столетия до н. э. (в 2 км на север от деревни) и курганный могильник (70 насыпей, в 1,5 км на юг от деревни, в урочище Усобино) свидетельствуют о заселении этих мест с давних времён. По письменным источникам известна с XVIII века как селение в Речицком повете Минского воеводства Великого княжества Литовского.
После 2-го раздела Речи Посполитой (1793 год) в составе Российской империи. В 1850 году в составе поместья Горваль, во владении генерал-майора Г. Ф. Менгдена, в Горвальской волости Речицкого уезда Минской губернии. В 1879 году обозначена в Горвальском церковном приходе. Согласно переписи 1897 года действовали часовня, школа грамоты, хлебозапасный магазин, трактир.
С 8 декабря 1926 года до 16 июля 1954 года центр Говеновичского, с 15 февраля 1935 года Володарского сельсоветов Горвальского, с 4 августа 1927 года Речицкого районов Речицкого, с 9 июня 1927 года Гомельского (до 26 июля 1930 года) округов, с 20 февраля 1938 года Гомельской области.
В 1930 году действовали начальная школа, изба-читальня, отделение потребительской кооперации, машинное товарищество. В 1931 году организован колхоз, работала кузница. Во время Великой Отечественной войны в деревне и окрестностях базировались партизаны. В июле 1943 года оккупанты полностью сожгли деревню и убили 12 жителей. В 1941—1943 годах в районе деревень Балашевка, Володарск, Святое погибли 34 советских солдата и 14 партизан (похоронены в братской могиле на кладбище). 125 жителей погибли на фронте. Согласно переписи 1959 года в составе совхоза «Подолесье» (центр — деревня Милоград). Располагались фельдшерско-акушерский пункт и клуб.

## Население

### Численность
- 2004 год — 42 хозяйства, 79 жителей.

### Динамика
- 1795 год — 62 двора.
- 1850 год — 89 дворов.
- 1897 год — 390 жителей (согласно переписи).
- 1908 год — 563 жителя.
- 1930 год — 131 двор, 616 жителей.
- 1959 год — 494 жителя (согласно переписи).
- 2004 год — 42 хозяйства, 79 жителей.

## Культура
- Деревня включена в состав маршрута памяти «По дорогам Великой Отечественной войны на территории Глыбовского сельсовета» (2024). Перед въездом в агрогородок Глыбов размещен стенд с маршрутом и обозначениями, где и в каких населённых пунктах имеются памятник, обелиск, братская могила или воинское захоронение.

## Достопримечательность
- Братские могилы
- Воинское захоронение

## Известные лица
- А. Я. Кострома — полный кавалер ордена Славы.